# Calycorectes wurdackii
Calycorectes wurdackii är en myrtenväxtart som beskrevs av Mcvaugh. Calycorectes wurdackii ingår i släktet Calycorectes och familjen myrtenväxter. IUCN kategoriserar arten globalt som sårbar. Inga underarter finns listade i Catalogue of Life.